# 林仲衡
林資銓（1877年12月15日—1940年1月10日），字仲衡，號壺隱，晚號孤山客，臺灣近代舊體詩詩人。出身霧峰林家。

## 生平
林仲衡年少時受到家族背景影響，從小飽讀中國傳統文學，深受儒家思想之涵養，十七歲時參加童子試，才華受到眾人肯定與讚揚。甲午戰爭後，林仲衡跟隨父親林朝棟前往福建泉州避難，期間與泉州望族之女莊秋渠結婚。:16
八國聯軍後，興起欲前往日本學習西方新知識之念頭，開啟林仲衡前往日本留學之契機。1905年至1909年，林仲衡多次往來於臺灣和日本之間，留學於中央大學法律學科，1909年肄業後返台。其後與林癡仙、林幼春以「霧峰三詩人」之名享譽當時臺灣文壇，林仲衡與其以文人身分所組成的「櫟社詩社」，以「詩言志」。
因其母親並非正妻身分，死後無法由正門出殯。為此他趴在母親棺材上一同出殯，以讓母親能從正門出殯。此舉象徵自己失去在霧峰林家的地位，無法獲得家族重要產業，不如霧峰林家其他成員的經濟條件優渥，晚年生活貧困。後因糖尿病病逝，享壽六十二歲。:17-18,20

## 家族

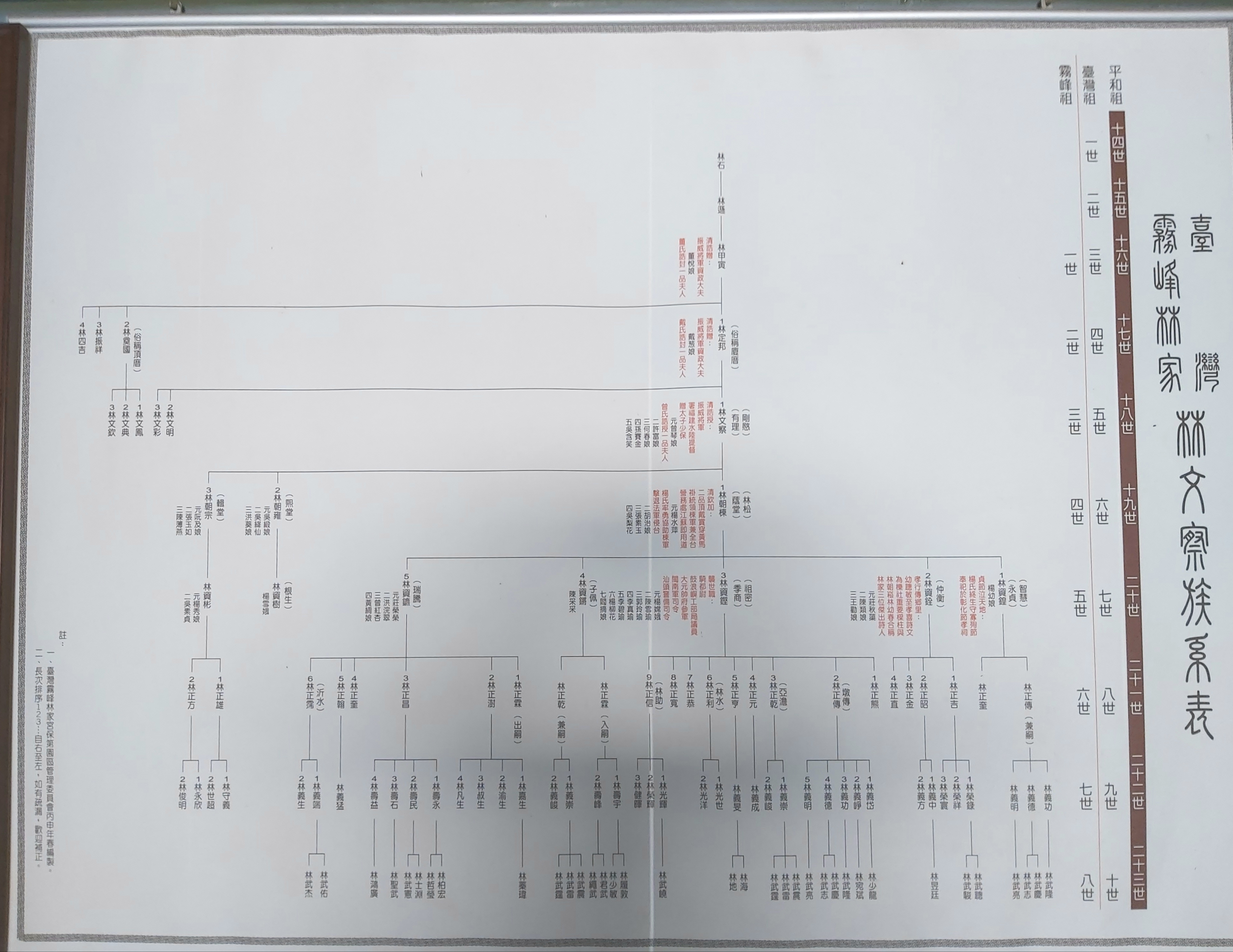
霧峰林宅「宮保第」正廳陳列的「臺灣霧峰林家」林文察族系表

祖輩發跡自林甲寅始，因經商致富，為霧峰林家產業提供充足養分。傳至林仲衡的曾祖父──林定邦時，家族分為頂厝和下厝兩派，其中，下厝由定邦獨立傳承，其餘兄弟則歸屬頂厝一派:13-14。
父親林朝棟，為憑軍功任官的林文察之子，於臺灣建省後，受任命為撫墾局局長；林仲衡的母親──張素玉，為朝棟的側室，仲衡曾以失去繼承權為代價，為逝世之母親求取棺木自中門而出的機會，此事蹟在鄉里間流傳為一段佳話。
林仲衡的女兒林雙彎，是日治時期台北第一高等女學校（今北一女中）首位台籍女學生，嫁與日治時期台灣首位通過高等文官考試的劉明朝；另一位女兒林雙隨，曾留學日本內地，嫁與杜聰明。
霧峰林家同時也為日治時期五大家族之一，而五大家族之間則有姻親關係作為聯繫，例如林仲衡的外孫女──杜淑純，嫁與板橋林家的林衡道。

## 時代背景
1894年剛取得秀才身份，1895年就發生了甲午戰爭，迫使林仲衡與家人逃往中國避難，藉由書寫路途中之風景烘托出志不能伸的寂寞，並以嵇康慵懶避世之姿自嘲自己不懂謀生，道出混亂局勢的苦悶之情。有意報效國家的他，1900年庚子事變，帶著棄筆從戎的心向政府獻策卻未成功，作品中滿是理想抱負無法伸展，回鄉卻也茫茫無期的悲痛。:45-53
不願回台面對日本統治的局面，卻興起留學日本的念頭，期望在日本能有所作為，但也並不如意，1910年正式回台後，描述自己仍未伸展抱負，對於回鄉充滿感慨與事物皆非昔日的無奈。:24-29
早年旅居中國的作品以慷慨憂憤為主，隨時間推移漸漸失去豪情壯志，以風景名勝與詩社活動書寫取代，中年的縱情與歸隱之心衝突矛盾，到晚年逐漸豁達，看淡自身困境，生活貧困使他以超然之姿面對困境。:29,44

## 櫟社參與
櫟社為日本治臺時期於臺中所創立的詩社，與1906年臺南創立的南社以及1909年臺北創立的瀛社鼎足並列為全臺三大傳統詩社。這些詩社成立的目的主要是以維護傳統漢文化的方式來反抗日本政府，其詩社活動的影響力縱貫了整個日治時期。櫟社是由霧峰林家林癡仙等人於1902年所發起，並於1906年正式成立櫟社詩社，成立動機為有感於日治後漢學成了棄學，傳統詩人亦成為朽木棄才，故召集志同道合的詩人，互相切磋詩文以延續漢文的發展。林仲衡為當時創社成員之一，他的一生與櫟社有著濃厚的關係與互動，並與林癡仙和林幼春兩人被譽為「櫟社三傑」。:1,32
林仲衡於台灣期間多次參與櫟社活動並與林癡仙、傅錫祺、林幼春等櫟社友人來往，尤其與有叔姪關係的林癡仙往來互動密切，兩人經常性聚會於酒樓宴席之中，藉由酒色宴席抒發自身情感，且常有互相請客和借錢的情形。:26,33,35
林仲衡的詩作在詩壇中具有一席之地，曾擔任過櫟社週年大會的詞宗，在各樣大小櫟社詩社活動中都可以看到他參與奉獻的蹤影。可是在張麗俊的《水竹居日記》中卻提到林仲衡閒散的性格使他往後不熱衷於參與櫟社活動，但在其他相關文獻中並無此資料記載，表示林仲衡在去世前仍然活躍於櫟社詩社之相關活動。:30,39,43

## 成就與作品
林仲衡個性保守，身處日治時代以不發表批判政府詩作面對時局，因此難以凸顯自身特點，唯能以詩作獲得賞識，被譽為「霧峰三詩人」之一，其詩作主要分為詠懷類、吟花詠物類。詠懷類為感慨際遇所寫，代表作品為〈書感〉；吟花詠物類作品展現其面對生命閒散之生活情調，代表作品為〈蝴蝶〉。:85-90